# Оуквуд (Пенсилванија)
Оуквуд (енгл. Oakwood) насељено је место без административног статуса у америчкој савезној држави Пенсилванија.

## Демографија
По попису из 2010. године број становника је 2.270, што је 21 (0,9%) становника више него 2000. године.
| Група             | 2000.         | 2010.         |
| Белци             | 2.122 (94,4%) | 2.072 (91,3%) |
| Афроамериканци    | 86 (3,8%)     | 132 (5,8%)    |
| Азијати           | 3 (0,1%)      | 4 (0,2%)      |
| Хиспаноамериканци | 17 (0,8%)     | 23 (1,0%)     |
| Укупно            | 2.249         | 2.270         |